# 2878 Panacea
2878 Panacea (1980 RX) là một tiểu hành tinh vành đai chính được phát hiện ngày 7 tháng 9 năm 1980 bởi E. Bowell ở Flagstaff (AM).